# Aristolochia indica
Aristolochia indica är en piprankeväxtart som beskrevs av Carl von Linné. Aristolochia indica ingår i släktet piprankor, och familjen piprankeväxter. Inga underarter finns listade i Catalogue of Life.